# Zebroid

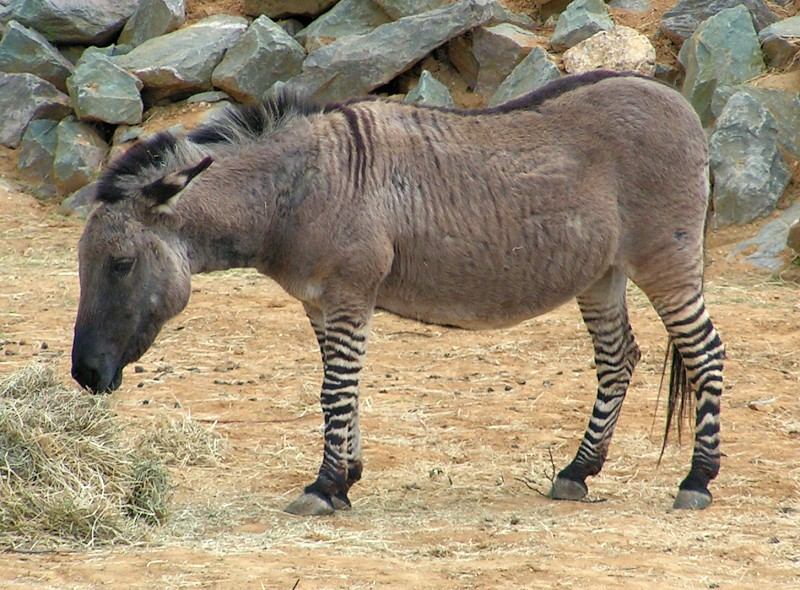
Zebryna

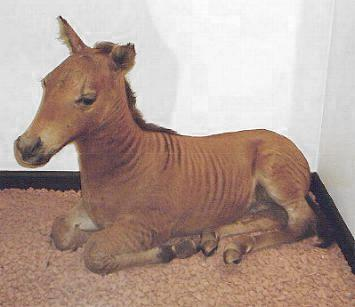
Źrebak-zebroid

Zebroid – mieszaniec, krzyżówka międzygatunkowa zebry z innym koniowatym. W języku polskim zebroidem określany jest potomek klaczy zebry i samca osła lub konia, w języku angielskim stosuje się ten termin w szerszym znaczeniu – bez względu na płeć zebry-rodzica.
Współcześnie żyjące gatunki koniowatych – konie, osły i zebry – zaliczane są do jednego rodzaju (Equus). Są ze sobą blisko spokrewnione i mogą się krzyżować. Potomstwo pochodzące z takich krzyżówek jest zwykle bezpłodne, choć to nie reguła.
Zebroidy najczęściej dziedziczą psychikę po rodzicach innych niż zebra, a po zebrze paskowanie, które jest mniej wyraźne i zajmuje mniejszą powierzchnię ciała niż u zebry. Zazwyczaj paski na sierści zebroida znajdują się na kończynach, zadzie, ganaszach i szyi. Występują różne rodzaje zebroidów i mają one różne nazwy w zależności od tego, z jakich krzyżówek pochodzą. Mieszaniec zebry z koniem to zebroń lub zebrula (w języku angielskim stosowana jest jeszcze nazwa zony – mieszaniec ogiera zebry z klaczą kuca), a zebry z osłem to zebryna. W hodowli tych hybryd najczęściej krzyżuje się ogiera zebry z koniem domowym. Zebroidy pochodzące od osłów są rzadko spotykane.
Jak większość hybryd, zebroidy ze względu na tzw. wybujałość mieszańców (heterozja) są cenione za odporność na choroby i pasożyty oraz swoją wytrzymałość. Ponieważ zebry są bardzo trudne do oswojenia, krzyżowanie ich z końmi lub innymi koniowatymi umożliwia wykorzystanie tych zwierząt w trudnym klimacie i bardzo prymitywnych warunkach. W odróżnieniu od zebry, zebroida można oswoić i ujeżdżać bądź użytkować jucznie. Coraz częściej spotyka się zebroidy w konkurencjach westernowych (np. reiningu).